# Microbotryum bardanense
Microbotryum bardanense är en svampart som beskrevs av Chleb. & Suková 2005. Microbotryum bardanense ingår i släktet Microbotryum och familjen Microbotryaceae.   Inga underarter finns listade i Catalogue of Life.